# Георги Кертев
Георги Иванов Кертев е български учител и общественик.

## Биография
Роден е през 1868 година в Ески Заара, тоава в Османската империя, днес Стара Загора, България. Учи в Одринската българска католическа гимназия, където е съученик със Стойчо Гаруфалов. През 1895 година завършва история и география във Висшето училище. Учител е в Българската католическа гимназия в Одрин (1887 – 1889), в Търново, София, Самоков. Работи като директор на Трета софийска прогимназия, окръжен училищен инспектор в Плевен, София и Гюмюрджина. Умира през 1940 година в София.
Личният му архив се съхранява във фонд 945К в Централен държавен архив. Състои се от 126 архивни единици от периода 1883 – 1940 г.